# Шарпило Борис Антонович
Бори́с Анто́нович Шарпи́ло (25 листопада 1917 — 16 лютого 1996) — кандидат філологічних наук, доцент Луганського національного університету імені Тараса Шевченка, педагог, дослідник діалектних особливостей східнослобожанських говірок, теорії та історії епістолярного стилю, словотвору.

## Життєпис
Народився 1917 року в Курську, 1918-го через хворобу батька родина переїздить на його малу батьківщину — в полтавське село Нова Кочубеївка. 1922 року батько помирає, родина переїздить до Полтави, мама працювала бібліотекарем. Закінчив семирічку, два роки навчався в Полтавському технікумі механізації сільського господарства, за власним бажанням перевівся на підготовчі курси при Полтавському педінституті. Після закінчення курсів поступив на філологічне відділення, звідки з політичних мотивів 1936-го виключений. Згодом поновлений, після третього курсу бере відпустку за сімейними обставинами та працює в Зуївській школі Комишнянського району. З початком німецько-радянської війни не мобілізований за станом здоров'я, евакуйований.
З березня 1944-го відкликаний на роботу в УРСР, працював в Старобільському інституті. З 1954 по 1995 рік працював на кафедрі української мови Луганського національного університету. Займався дослідженнями слобожанських говірок. З 1954 року був заступником директора інституту з навчальної та наукової роботи.
1958 року — в складі групи авторів: «Збірник вправ з історичної граматики української мови: навчальний посібник для студентів мовно-літературних факультетів педагогічних інститутів» — О. П. Безпалько, О. М. Маштабей, Б. А. Шарпило. — Київ, «Радянська школа».
1960 — кандидатська робота «Порівняльно-історична характеристика українських говірок східної Слобожанщини (Старобільщини)».
У 1964—1981 роках працював проректором з наукової роботи.
2013 року Луганський університет випустив «Вибрані праці. Збірник праць Б. А. Шарпила» [Архівовано 7 листопада 2017 у Wayback Machine.] — упорядники І. Я. Глуховцева, В. В. Лєснова, І. О. Ніколаєнко.
Серед його учнів — З. С. Сікорська, Т. П. Терновська, К. Д. Глуховцева, Ісаєв Володимир Данилович, А. С. Зеленько, І. О. Ніколаєнко.

## Найважливіші праці
1. Деякі закономірні риси системи словотвору іменників в українських говорах південно-східного мовного пограниччя // Мовознавство. — 1970. — № 3. — С. 51 — 59. (співавтор — Сікорська Зінаїда Степанівна).
2. Деякі особливості формування й розвитку українських говірок Східної Слобожанщини // Доп. та повідом. на наук. конф. за 1955 р. Ворошиловградського пед. ін-ту (секція мови та літератури). — Ворошиловград, 1956. — С. 23 — 25.
3. До лінгвістичної проблематики світоглядної спадщини Т. Г. Шевченка // ХХХІ наук. Шевченківська конф. (9 — 11 берез. 1994 р.). — Луганськ, 1994. –
С. 130—132. (у співавторстві з Найруліним А. О.).
4. До питання про історичну природу деяких гіперичних явищ в говорах південно-східного наріччя української мови // Наук. зап. Ворошиловгр. пед ін-ту. Вип. 5. — Ворошиловград, 1956. С. 59 — 74.
5. До питання про генезис діалектних груп української мови: тез. докл. и сообщ. на итоговой науч. конф. Луган. пед. ин-та за 1958 г. (Сер. филологических наук). — Луганск, 1959. — С. 90 — 96.
6. До проблеми історичного вивчення українського епістолярного стилю // Проблеми філології: зб. наук. пр., присв. 70-річчю ін-ту. — Луганськ, 1993. –
С. 113—120.
7. До характеристики системи словотвору іменників в українських говорах південно-східного мовного пограниччя // Праці ХІІІ Республік. діалектол. наради. — К., 1970. —
С. 229—238. (співавтор — Сікорська Зінаїда Степанівна).
8. Епістолярій — один з резервів гуманітаризації // Дивослово. — 1996. — № 11. — С. 22 — 24. (у співавторстві з Найруліним А. О.).
9. Збірник вправ з історичної граматики української мови: навч. посіб. для студ. мовно-літ. фак. — К. : Рад. шк, 1958. — 176 с. (співавтори: Безпалько О. П. та Маштабей Ольга Михайлівна).
10. Із спостережень над словотвором іменників в українських говорах південно-східної мовної території // Совещание по Общеславянскому лингвистическому атласу (Черновцы, 24 — 30 июня 1971 г.): тез. докл. — М., 1971. — С. 90 — 92 (співавтор — Сікорська Зінаїда Степанівна).
11. Іменники з суфіксами суб'єктивної оцінки в сучасній українській мов // Мовознавство. — 1977. — № 6. — С. 13 — 29 (співавтор — Сікорська Зінаїда Степанівна).
12. Історія української літературної мови XVI ст. в науковій спадщині І. Огієнка // Іван Огієнко (Незабутні імена української науки): тези доп. Всеукр. наук. конф. — Л., 1992. — Ч. П. — С. 197—199 (у співавторстві з Чевердак В. В.).
13. Лохвицька ратушна книга другої половини XVII ст. : збірник актових документів / упоряд. О. М. Маштабей, В. Г. Самійленко, Б. А. Шарпило. — К. : Наук. думка, 1986. — 219 с.
14. Наукова спадщина О. О. Потебні і проблеми вивчення слобожанських говірок української мови // Творча спадщина О. О. Потебні і сучасні філологічні науки: тези доп. — Х., 1985. — С. 184—185 (у співавторстві з Глуховцевою К. Д.).
15. Про деякі аспекти історичного дослідження російсько-українських мовних зв'язків // Республ. наук. конф. з питань російсько-українських мовних зв'язків: тези доп. — Луганськ, 1964. — С. 126—131.
16. Рідна говірка Б. Д. Грінченка в його мовно-творчій спадщині // Борис Грінченко: тези доп. респ. наук.-практ. конф. — Ворошиловград, 1988. –
С. 99 — 101 (у співавторстві з Глуховцевою К. Д.).
17. Про інтерфікси та інтерфіксацію // Укр. Мовознавство — 1977 — Вип. 5. — С. 42 — 46 (співавтор — Сікорська Зінаїда Степанівна).
18. Спроба порівняльно-історичної характеристики східнослобожанських (старобільських) говірок // Діалект. бюл. — Вип. 7. — К., 1980. — С. 3 — 23.
19. Твірні основи і твірні слова // Укр. мова і л-ра в шк. — 1976. — № 10. — С. 32 — 43 (співавтор — Сікорська Зінаїда Степанівна).
20. Топоніміка Східної Слобожанщини // Доп. та повідомл. на наук. конф. за 1956 р. Ворошиловгр. пед. ін-ту. Секція мови та літератури. — Ворошиловград, 1957. —
С. 30 — 33.
21. Українські говірки Луганщини в їх відношенні до діалектної системи південно-східного наріччя української мови. — Луганськ, 1958. — 55 с.
22. Українсько-російські міжмовні контакти і деякі тенденції розвитку українського словотвору в умовах науково-технічної революції // Науково-технічний прогрес і мова: тези доп. — Житомир, 1976 (співавтор — Сікорська Зінаїда Степанівна).